# Leonhard von Brixen

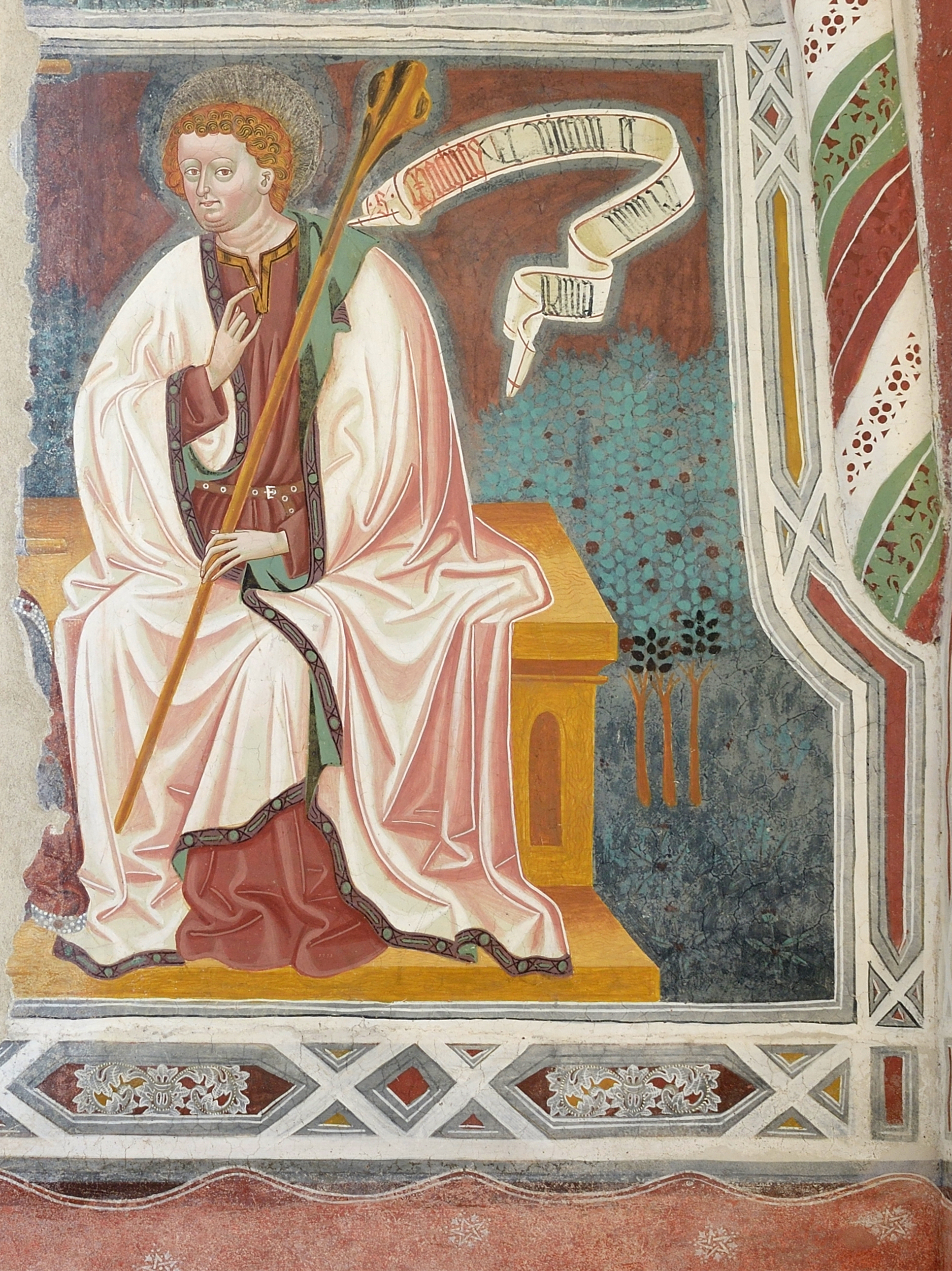
Apostelfresko in der St.-Jakobs-Kirche (St. Ulrich in Gröden)

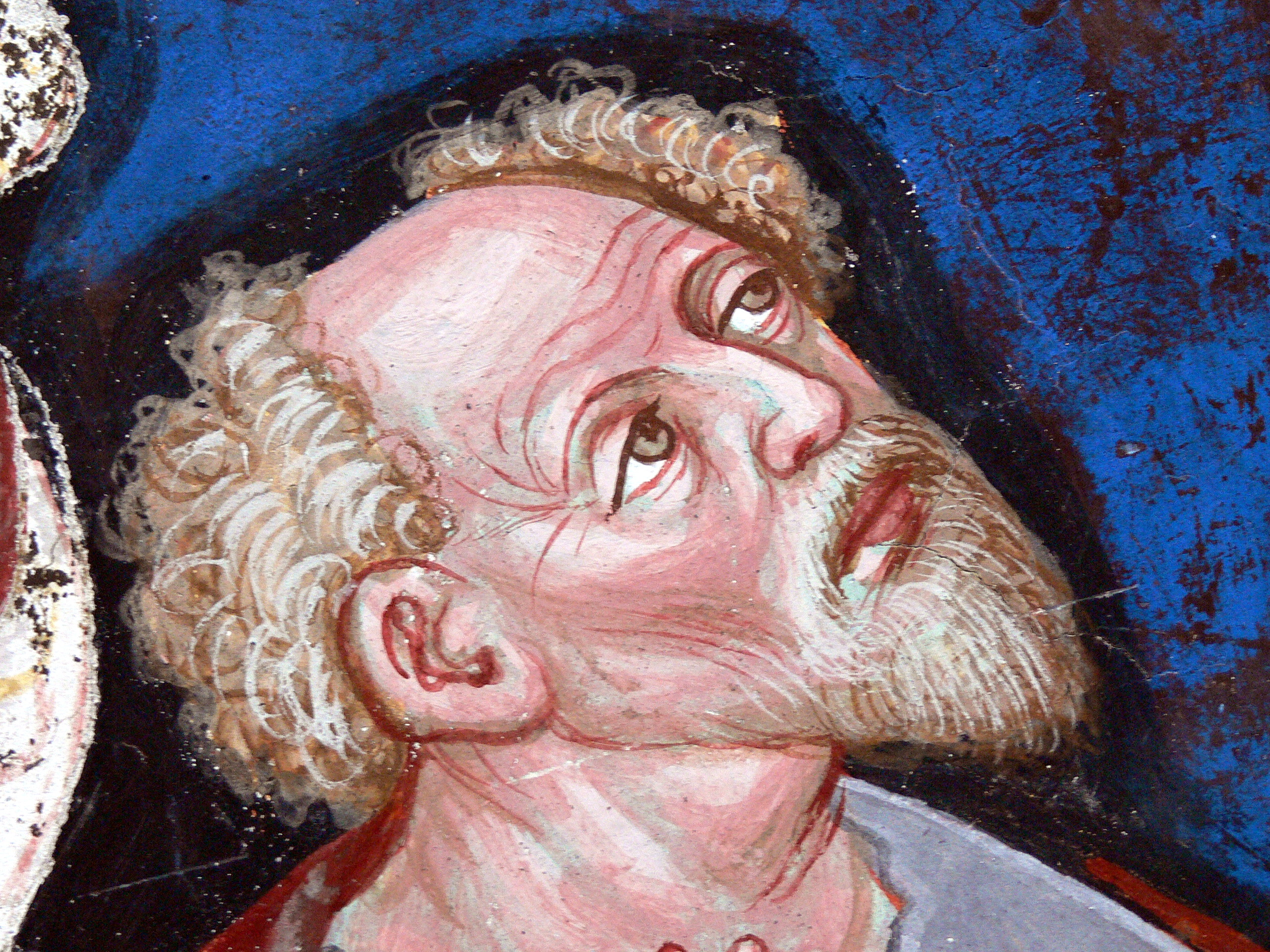
Bettler, Fresko in St. Georg in Taisten (1459)

Leonhard von Brixen, eigentlich Lienhart Scherhauff (zwischen 1438 und 1475/1476 in Brixen nachweisbar), war ein Maler der Gotik, der in Brixen eine Maler- und Bildschnitzerwerkstatt leitete.

## Leben
Obwohl es unbekannt ist, woher Leonhard stammte, gibt es Vermutungen zu einer Herkunft aus dem schwäbischen Raum. Jedenfalls stand er unter dem Einfluss des Jakob von Seckau, der seit 1448 Hofmaler in Brixen war. Leonhard leitete eine Künstlerwerkstatt in Brixen, die zahlreiche Freskenzyklen und Schnitzaltäre für den Süd- und Osttiroler Raum schuf. Er war aber nie Hofmaler der Hofburg in Brixen. Zu seinen Schülern zählte Simon von Taisten. Leonhards Sohn Marx Scherhauff arbeitete mit ihm zusammen und führte nach seinem Tod um 1475 die Werkstätte weiter. Mit dessen Tod 1484 kam dann das Ende der erfolgreichen und stilistisch markanten Künstlerwerkstatt.

## Werk
Leonhard war sowohl Maler als auch Bildschnitzer und lieferte die Entwürfe für die Kunstwerke, die dann oftmals von Künstlern seiner Werkstatt ausgeführt wurden. Es wird angenommen, dass seine eigene Hand vor allem bei den Malereien sichtbar wird. Er prägte mit seiner Werkstatt die Kunstproduktion im südlichen Tirol in der Mitte des 15. Jahrhunderts, bevor Michael Pacher Innovationen in die gotische Kunst dieses Raums einbrachte. Für Leonhard typisch sind die lieblichen Gesichtszüge seiner Figuren. Er milderte den bis dahin rauen und derben Stil der bäuerlichen gotischen Kunst Tirols und führte eine zartere, stärker volkstümliche und farbenfrohe Erzähltechnik in seinen Werken ein.
- Marientodgruppe aus Sand in Taufers, Tiroler Landesmuseum, Innsbruck
- Anbetung der Heiligen Drei Könige (Innenseite); Erwählung Josephs und Vermählung Mariens (Außenseite), 127 × 99,5 cm, Belvedere, Wien (um 1460)[1]
- Fresken des Chores in der Pfarrkirche Strassen in Osttirol (1458–1460)
- Fresken aus der Schlosskapelle Heinfels, Schloss Bruck, Lienz
- Auferstehung Christi von der Frontseite eines Heiligen Grabes, Diözesanmuseum Brixen (um 1460)
- Altartafeln mit der Passion Christi und Szenen aus dem Leben von Petrus und Paulus, Diözesanmuseum Brixen (um 1470)
- Plastik Thronende Madonna vom Hochaltar in Milland, Diözesanmuseum Brixen (um 1470)
- Krönung Mariens an der Südfassade der Pfarrkirche St Georg Vahrn (1474)